# Kraftwerk Ohau A
Das Kraftwerk Ohau A (englisch Ohau A power station) ist ein Wasserkraftwerk auf der Südinsel Neuseelands in der Region Canterbury. Die Gemeinde Twizel liegt ungefähr drei Kilometer östlich des Kraftwerks. Das Kraftwerk Ohau B befindet sich ungefähr sechs Kilometer südöstlich von Ohau A.
Mit den Bauarbeiten wurde 1971 begonnen. Das Kraftwerk ging 1979 in Betrieb. Es ist im Besitz der Meridian Energy Limited und wird auch von Meridian Energy betrieben.

## Seen und Kanäle
Das Kraftwerk Ohau A nutzt das Wasser des Lake Ōhau und des Lake Pukaki zur Stromerzeugung. Vom Lake Pukaki führt ein ca. zwölf Kilometer langer Kanal in südwestliche Richtung zum Kraftwerk. Vom Lake Ōhau geht ein ungefähr acht Kilometer langer Kanal in östliche Richtung ab, der sich ungefähr einen Kilometer vom Kraftwerk entfernt mit dem Pukaki-Kanal vereinigt.
Das Wasser des Kanals wird dann durch vier Druckrohrleitungen zum Maschinenhaus des Kraftwerks geleitet. Die Fallhöhe beträgt dabei 59 m. Nachdem das Wasser das Kraftwerk passiert hat, fließt es in den Lake Ruataniwha.

### Lake Ōhau
Das normale Stauziel des Sees liegt bei 520,25 m (maximal 524,15 m bei Hochwasser), das minimale bei 519,45 m. Am See befindet sich ca. 1 km südlich des Ohau-Kanals ein Wehr. Über das Wehr kann Wasser in den ansonsten ausgetrockneten Ōhau River abgeleitet werden.

### Lake Pukaki
Das normale Stauziel des Sees liegt bei 532,5 m (maximal 534,1 m bei Hochwasser), das minimale bei 518 m. In den 1940er Jahren wurde der Wasserspiegel des Sees durch einen Damm um 9 m angehoben. In den 1970er Jahren wurde der Damm erweitert und der Wasserspiegel des Sees um weitere 37 m angehoben.
Die Hochwasserentlastung befindet sich am See, ca. 1 km östlich des Pukaki-Kanals. Über die Hochwasserentlastung können maximal 3400 m³/s abgeführt werden, die dann in den ansonsten ausgetrockneten Pukaki River abgeleitet werden. Das Bemessungshochwasser liegt bei 2000 m³/s; die Wahrscheinlichkeit für das Auftreten dieses Ereignisses wurde mit einmal in 1000 Jahren bestimmt.

## Kraftwerk
Das Kraftwerk Ohau A verfügt über eine installierte Leistung von 264 MW. Die durchschnittliche Jahreserzeugung liegt bei 1,142 (bzw. 1.150) Mrd. kWh. Die 4 Francis-Turbinen leisten jede maximal 66 MW. Die Generatoren haben eine Nennspannung von 11 (bzw. 13,2) kV.